# Ferruccio Piva
Ferruccio Piva (San Marino, 21 luglio 1923 – San Marino, 21/22 ottobre 2008) è stato un politico e medico sammarinese.

## Biografia
Ferruccio Piva, medico di professione, fu membro del Consiglio Grande e Generale, il Parlamento di San Marino, come deputato del Partito Democratico Cristiano Sammarinese (PDCS) per otto legislature (XIV – XXI), dal 1951 al 1988.
Piva fu membro del Congresso di Stato, il Governo di San Marino, dal 1959 al 1961 e di nuovo dal 1964 al 1976. Dopo le elezioni politiche del 1959 (le prime dopo i fatti di Rovereta) fino alle sue dimissioni nel 1961, fu Ministro della Pubblica Istruzione, la Giustizia e il Culto (Deputato per la Pubblica Istruzione, la Giustizia e il Culto). Dopo le elezioni politiche del 1964, tornò al governo e divenne Ministro del Lavoro (Deputato per il Lavoro), mentre, in seguito alle elezioni politiche del 1969, divenne Ministro dei Lavori Pubblici e delle Comunicazioni (Deputato per i Lavori Pubblici e le Comunicazioni). Dopo la caduta del governo nel 1973, divenne Ministro della Pubblica Istruzione e della Cultura (Deputato per la Pubblica Istruzione e la Cultura) fino al 1974. Infine, nel periodo che intercorre tra le elezioni politiche del 1974 e il 1976, divenne Ministro delle Comunicazioni e dei Trasporti (Deputato per le Comunicazioni e i Trasporti).
Piva fu eletto alla carica di Capitano Reggente, il Capo di Stato di San Marino, quattro volte (1959/60, 1965, 1969, 1974).
In ambito sportivo, partecipò alle Olimpiadi di Roma 1960 e a quelle di Città del Messico 1968, rispettivamente la prima e la seconda partecipazione olimpica per la Repubblica di San Marino, come Capo Missione (il responsabile di una delegazione nazionale ai Giochi Olimpici, che si occupa di coordinare e supportare gli atleti e lo staff durante la competizione).
Altrettanto significativo è stato il suo attaccamento alla vita del castello di Serravalle, dove fondamentale è stato il suo impulso alla realizzazione di importanti opere pubbliche.
Morì improvvisamente per cause naturali nella notte tra il 21 e il 22 ottobre 2008, all'età di 85 anni.